# 迈克尔·康兰
邁克爾·康蘭（英語：Michael Conlan，1991年11月19日—），愛爾蘭男子拳擊運動員。他曾代表愛爾蘭參加2012年和2016年夏季奧林匹克運動會拳擊比賽，其中2012年奧運會獲得一枚銅牌。

## 外部連結
- 迈克尔·康兰在Olympics.com的个人资料和比赛数据
- 迈克尔·康兰在Sports Reference